# Paul Winter (Leichtathlet)

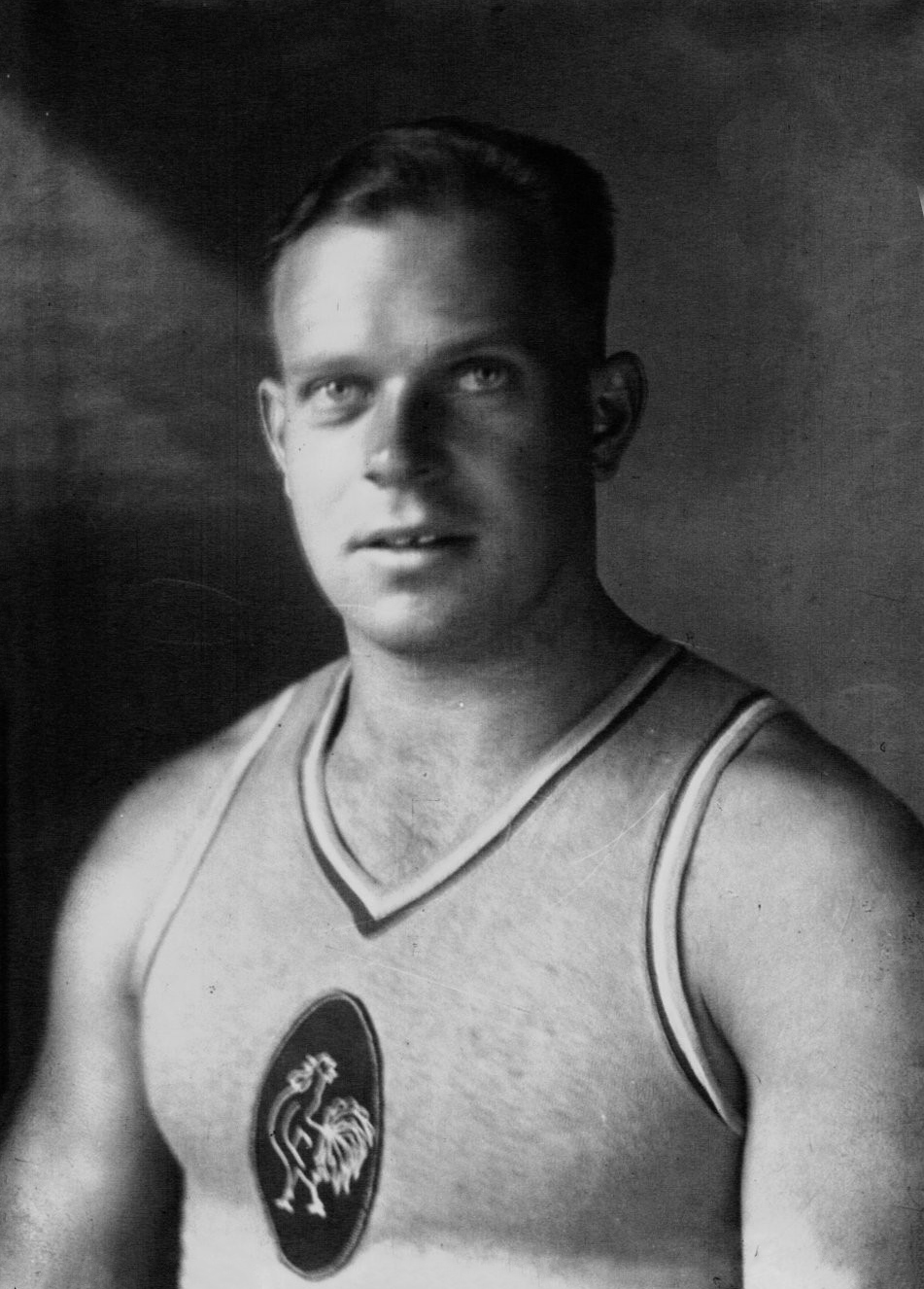
Paul Winter (1930)

Paul Winter (* 6. Februar 1906 in Rappoltsweiler, Deutsches Kaiserreich; † 22. Februar 1992 in Usson-du-Poitou, Frankreich) war ein französischer Diskuswerfer.

## Leben
Der aus dem Elsass stammende Leichtathlet wurde 1931, 1933, 1935 und 1937 französischer Meister. Er stellte drei französische Diskuswurfrekorde auf, den letzten mit 50,71 Meter 1932. Als französischer Rekord wurde diese Weite erst 1957 überboten.
Bei den Olympischen Spielen 1932 in Los Angeles belegte Paul Winter mit 47,85 Meter den dritten Platz hinter den beiden US-Amerikanern John Anderson und Henri LaBorde. Im Kugelstoßen belegte er mit 13,14 Meter Platz 13. Zwei Jahre später bei den Leichtathletik-Europameisterschaften 1934 in Turin gewann Winter mit 47,09 Meter Silber hinter dem schwedischen Weltrekordler Harald Andersson. Bei den Olympischen Spielen 1936 konnte sich Paul Winter nicht für das Finale qualifizieren. 1938 bei den Europameisterschaften in Paris erreichte er mit 42,68 Meter Platz 13.
Paul Winter war 1,74 m groß und wog in seiner aktiven Zeit 91 kg.